# Амбрі-Піотта
Амбрі-Піотта (нім. Ambrì-Piotta, фр. Hockey Club Ambrì-Piotta, італ. Hockey Club Ambrì-Piotta) — хокейний клуб з селища Амбрі, Швейцарія. Заснований у 1937 році. Виступає у чемпіонаті Національної ліги А. Домашні ігри команда проводить на «Стадіон Валаскіа» (7,000), арена відкрита в 1959 році і вважається найхолоднішою Національної ліги А. Регулярні зустрічі з суперниками «Лугано», які представляють кантон Тічино класифікуються як «дербі Тічино».

## Історія
Клуб був заснований в 1937 році як перший хокейний клуб Тічино. У 50-х команда вперше грала у Національній лізі і виграла Кубок Швейцарії 1962. З 1985 року виступає безперервно в НЛА, завдяки присутності сильних іноземних гравців, здебільшого з Росії чи північноамериканських ліг. У 1999 році команда несподівано виграла Континентальний кубок з хокею. «Амбра-Піотта» ніколи не ставала чемпіоном Швейцарії.
Після успішного сезону 1998/99 років у клуба виникли фінансові проблеми. Кампанія по збору коштів серед уболівальників пройшла вдало, зібрали 2 500 000 швейцарських франків - ще 2 мільйони франків були надані спонсорами - ці кошти гарантували виживання команди у вищому дивізіоні швейцарського хокею. У сезоні 2010/11, коли ледве вдалося уникнути пониження в класі (команда зайняла останню сходинку) знову пролунав заклик до збору коштів. Шанувальники і прихильники зібрали протягом декількох місяців 2 700 000 швейцарських франків. У 2012 році єгипетський підприємець Самі Савіріс збільшив капітал клубу ще на 1 млн швейцарських франків.
У клубі розвинутий фанатський рух, який нараховує 25 фан-клубів, також є «ультрас» «Gioventù Biancoblu» (біло-синя молодь) з яскравими біло-синіми шарфами.

## Досягнення
Континентальний кубок
- Володар Континентального кубку (2): 1999, 2000.

Суперкубок
- Володар європейського Суперкубку (1): 1999.

Кубок Швейцарії
- Володар Кубка Швейцарії (1): 1962.

Кубок Шпенглера
- Володар (1): 2022

## Закріплені номера
- #8 Нікола Челіо
- #15 Дейл МакКурт
- #19 Петер Якс

## Відомі гравці
- Енді Батгейт
- Марко Бейрон
- Корі Міллен
- Валерій Каменський
- Петро Малков
- Ігор Чибирєв
- Жан-Гі Трудель
- Ладислав Кон
- Джеймі Ріверс
- Массімо Кальзоне
- Габріеле Франзіолі
- Майк Кашицкі
- Паулі Якс
- Олег Петров
- Роберт Петровицький
- Гвідо Ліндеманн
- Кім Юнссон
- Майк Баллард
- Рік Ланц
- Джон Фрітше
- Лука Череда
- Гнат Доменічеллі
- Нік Науменко
- Ерік Веструм
- Метт Дюшен
- Корі Шнайдер